# 2019冠狀病毒病摩洛哥疫情
2019冠状病毒病疫情在2020年2月被确认已蔓延到摩洛哥，第一例2019冠状病毒病例被确诊于卡萨布兰卡。该摩洛哥侨民居住在意大利，于2020年2月27日前往摩洛哥。 当晚第二例确诊，也是一名住在意大利的89岁摩洛哥裔妇女，她于2020年2月25日从意大利博洛尼亚市返回摩洛哥。3月16日起，摩洛哥全国所有教育机构停课。截至2020年12月25日，累計42萬宗確診個案，其中7千1百人死亡。
从2023年1月3日起，所有来自中国的人员，不论国籍，皆不得入境摩洛哥。

## 背景
2020年1月12日，世界卫生组织（WHO）证实，一种新型冠状病毒是中国湖北省武汉市一群人呼吸道疾病的病因，该病已于2019年12月31日报告给WHO。
2019冠状病毒的病死率远低于2003年的严重急性呼吸道综合征（SARS），但传播途径大大增加，产生了巨大的死亡人数。